# Ernest Thomas Sinton Walton
Ernest Thomas Sinton Walton (6. října 1903 Dunngarvan, Irsko – 25. června 1995 Dublin, Irsko) byl irský fyzik, který získal spolu s J. D. Cockcroftem v roce 1951 Nobelovu cenu za fyziku. Nobelova cena byla udělena za objevné práce přeměny atomových jader uměle urychlenými jadernými částicemi.

## Život
Narodil se v rodině metodistického faráře. Studoval Trinity College v Dublinu, roku 1927 mu Ernest Rutherford nabídl místo v Cavendishově laboratoři v Cambridgi, kde se zkoumala umělá přeměna chemických prvků. Od roku 1929 zde úzce spolupracoval s Johnem Douglasem Cockroftem, který se později stal ředitelem Britského ústavu pro výzkum jaderné energie. Za jejich společné objevy v Cavendishově laboratoři oba později získali Nobelovu cenu. Walton se roku 1934 vrátil na Trinity College do Dublinu, roku 1946 zde pak získal místo profesora experimentální fyziky.

## Dílo
Jeho primárním výzkumným zájmem bylo urychlování elementárních částic. Nejprve zkoušel částice zrychlovat lineárním urychlovačem s napětím až 750 kV. V letech 1930-1932 však s Cockroftem vynalezli urychlovač zcela nového typu, tzv. kaskádový. Ten dokázal urychlovat protony a jimi pak oba vědci ostřelovali jádra lithia. Dosáhli tak revoluční jaderné reakce, při níž se jádra lithia rozpadla na dvě jádra helia. Šlo o první uměle vyvolanou jadernou reakci bez užití radioaktivních prvků. Především za tento průlomový objev oba badatelé získali Nobelovu cenu.